# Бандарина Зінаїда Олександрівна
Зінаїда Бандарина Олександрівна (біл. Зінаіда Аляксандраўна Бандарына; нар. 11 жовтня 1909, Гродно — 16 квітня 1959, Мінськ) — білоруська прозаїкиня, поетеса, перекладачка.

## Біографія
Народилась в сім'ї вчителів. Після школи працювала в радгоспі «Тарасово» Мінської області, в 1925–1927 роках — завідувачкою дитячого садка в Дзержинську. Закінчила Мінське білоруське педагогічне училище (1927). Працювала вчителькою у білоруській школі в сибірському селищі Медяково Новосибірської області (1927–1928), співробітницею гомельської газети «Полеська правда» (1928–1929).
Закінчила літературно-сценарний факультет Всеросійського державного інституту кінематографії (1933). Очолювала сценарну кафедру Вітебського кінотехнікуму (1933–1934). Закінчила Академію мистецтв у Ленінграді (1937), працювала на кіностудіях і театрах у Москві, Архангельську, Горькому.
Під час Другої світової війни служила у Червоній Армії. Працювала в журналі «Березка», на Білоруському радіо (1945–1946), Будинку народної творчості в Гродно (1946–1948). У 1948–1950 роках була завідувачкою філії музею Янки Купали у В'язинці. Співробітниця газет «Зорка», «Літаратура і мастацтва» (1950–1956). Член Союзу письменників СРСР (з 1957). Похована на Східному кладовищі в Мінську.

## Творчість
Друкується з 1926 року. Авторка збірки віршів «Весняна квітка» (1931), збірки оповідань для дітей «Лісові гості» (1960), оповідань «Галаслива тайга» (1928), «Дипломна робота» (1953), «Галина Ільїна» (1959, дві останні російською мовою). Повість «Ой, рано, Іване…» (1956) про дитинство та юність білоруського класика Янка Купала.

### Твори
- «Весняна квітка» — збірка віршів. Мінськ, 1931;
- «Ой, рано, Іване…» — повість. Мінськ, 1956;
- «Галина Ільїна» — повість. Мінськ, 1959;
- «Лісові гості» — повість. 1960;
- «Ой, рано, Іване…» — біографічне оповідання. Мінськ, 1979;
- «Незабутнє дитинство: автобіографічна повість» // Неман — 2020. ― № 8. ― С. 8 ― 49.